# 王丸勇
王丸 勇（おうまる いさむ、1901年3月28日 - 1995年8月19日）は、日本の精神医学者。

## 経歴
福岡県議会議長、福岡市議会議長などを歴任した牛乳商・王丸代吉の長男として、福岡県久留米市に生まれる。福岡県立中学修猷館、旧制第六高等学校を経て、1926年、九州帝国大学医学部を卒業し下田光造教授の精神科に入局する。
1929年10月、九州医学専門学校（現・久留米大学医学部）神経精神医学講座開設に際して初代教授に就任し、1946年3月久留米医科大学教授、1950年4月久留米大学医学部教授となり、後に久留米大学医学部長を2期務めている。日本精神神経学会会長、日本精神分析学会会長、九州精神神経学会会長を歴任する。1966年、定年退職し名誉教授となり、久留米病跡学研究所を設立し所長となる。
病跡学（パトグラフィー）の大家として知られ、歴史上の人物にまつわる病跡学的な論考を医学雑誌に最晩年まで精力的に発表し続けた。また、夢野久作は小説『ドグラ・マグラ』の精神医学的知識を、父・杉山茂丸の黒龍会の同志であった王丸から得ていたという。講道館柔道8段としても知られている。

## 家族
- 父・王丸代吉（1871-） ‐ 牛乳商、福岡牛乳（1919年設立）社長。県会議員などのほか、民政党福岡支部幹事長を務めた。[2][3]

## 著書
- 『持続睡眠療法』（金原出版、1959年）
- 『病跡学から見た松平忠直・徳川家光・徳川綱吉』（歴史図書社、1970年）
- 『病跡学から見た伊達騒動』（歴史図書社、1971年）
- 『菅原道真』（金剛出版、1980年）
- 『病跡学・史学閑談』（金剛出版、1983年）
- 『千利休と村田珠光』（近代文芸社、1986年）